# Championnat du monde d'aquabike (nautisme)
Pour les articles homonymes, voir Championnat du monde d'aquabike et Aquabike.
 (janvier 2017).
Si vous disposez d'ouvrages ou d'articles de référence ou si vous connaissez des sites web de qualité traitant du thème abordé ici, merci de compléter l'article en donnant les références utiles à sa vérifiabilité et en les liant à la section « Notes et références ».
Le championnat du monde d'aquabike UIM-ABP est la première catégorie de courses de motomarines (lexicalisé « jetskis » ou « jets »), fondée en 1992. les aquabikes sont des véhicules nautiques à moteur (VNM) conçus pour la compétition et modifiés selon la classe. 
Il est organisé et promu par la société privée H2O Racing Ltd pour le compte de l'Union internationale motonautique (UIM), organe dirigeant du motonautisme et entité exclusive reconnue par le Comité international olympique (CIO). ABP fait référence à Aquabike Promotion.

## Types de motomarines
Il existe deux types de motomarines (ou aquabikes, jetskis) participant aux compétitions :
À bras ou Ski

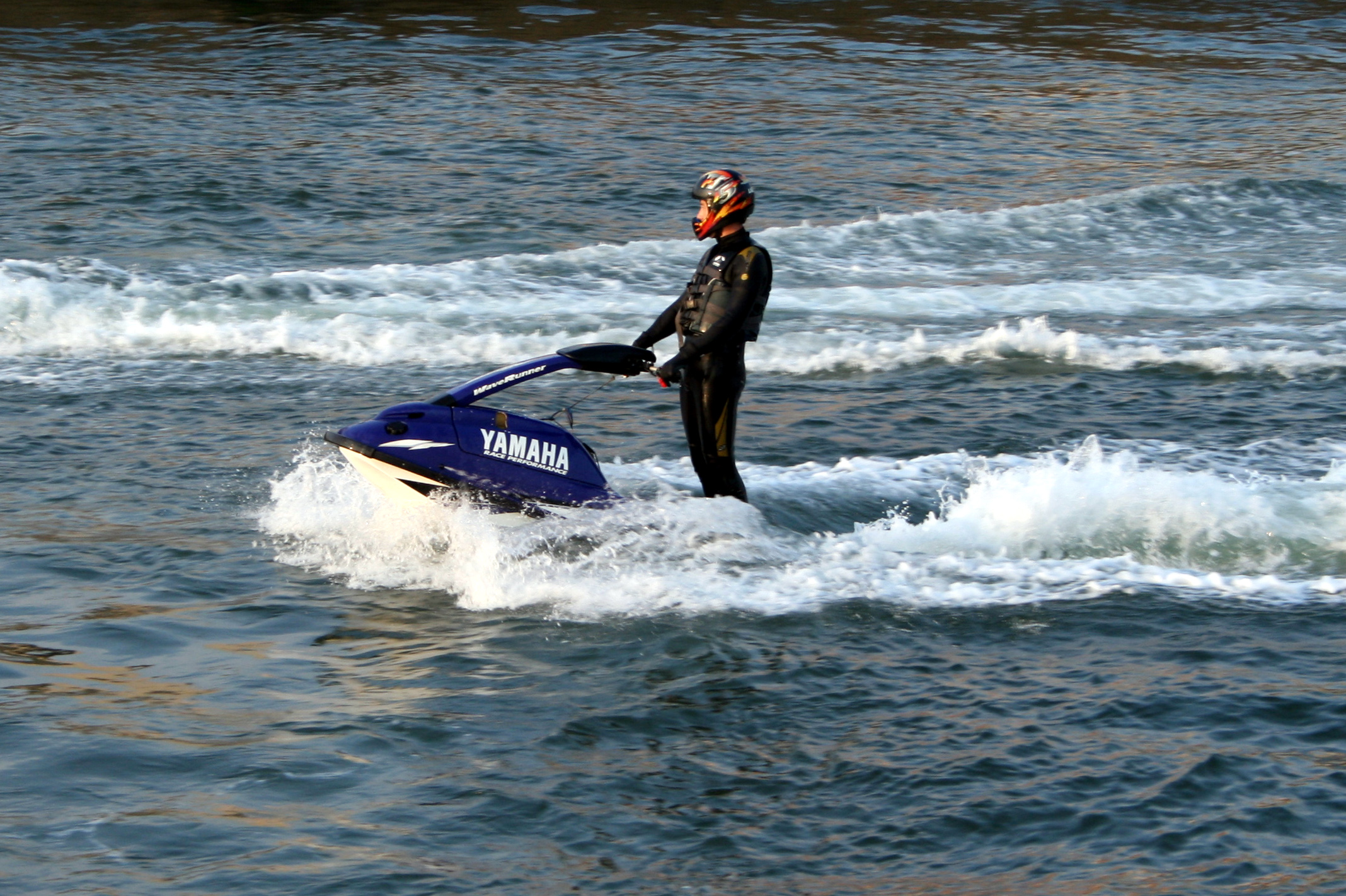
Une motomarine « à bras ».

Ce terme se réfère à un aquabike qui se pilote debout avec propulsion arrière et un système complètement fermé. 
Les catégories « Ski », sont les plus exigeantes à monter car elles exigent des niveaux de condition physique élevé et une grande force physique ainsi que l'agilité dans les jambes et les bras. Selon les différents degrés de modification du moteur et de la carrosserie, ce type d'aquabike est utilisé pour trois catégories différentes : GP1, GP2 et Stock. Une autre catégorie (GP3) existe également dans laquelle les jeunes conducteurs, âgés de 11-14 ans, concourent. 
Les « aquabikes » de la catégorie « Ski » sont également utilisés en Freestyle, mais cela nécessite d'autres changements structurels à la taille et au moteur, ce qui permet au « jet » de devenir considérablement plus court en longueur, plus léger et capable de mieux performer à bas régime moteur.
Les « aquabikes » de la catégorie « Ski » sont actuellement utilisés dans trois disciplines différentes du championnat du monde aquabike UIM-ABP : circuit fermé, slalom parallèle et freestyle. 
À selle ou Runabout

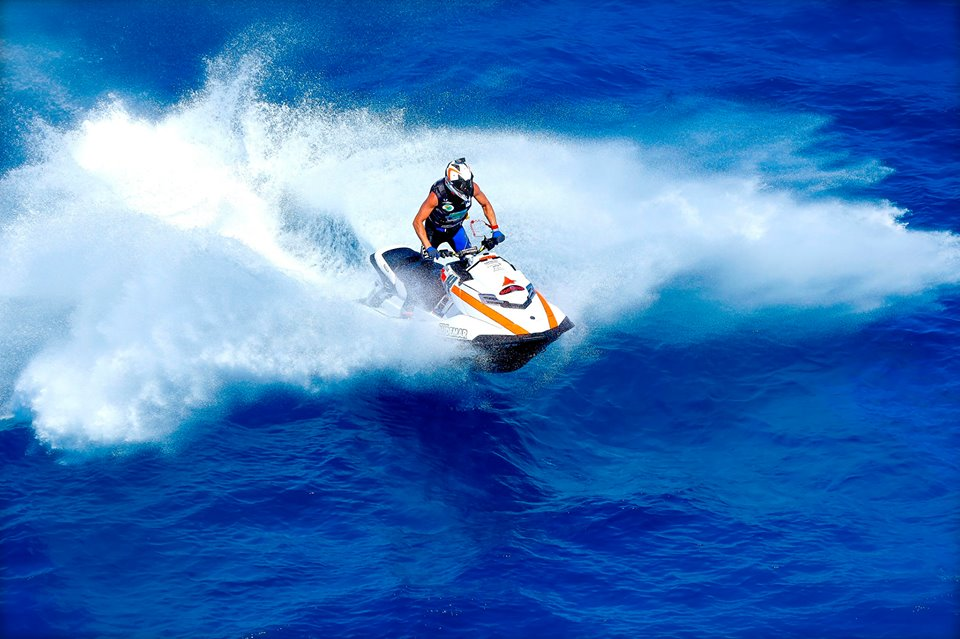
À selle, dit Runabout, pour le large.

Ceci fait référence aux « aquabikes » les plus grands et les plus puissants du championnat. Les « aquabikes » Runabout sont conçus pour la conduite assise et disposent d'une selle (située vers l'avant) et d'une propulsion arrière ou d'un système de propulsion complètement fermé. Runabouts sont les « aquabikes » les plus courants dans le monde, car ils peuvent également être utilisés à des fins récréatives.
Les Runabout sont utilisés dans cinq disciplines différentes du championnat du monde aquabike UIM-ABP : circuit fermé, offshore, endurance, jet raid et slalom parallèle.

## Les disciplines
Le championnat du monde d'aquabike UIM-ABP est divisé en cinq catégories :
Circuit fermé
Ces courses ont lieu près des côtes. Les règlements exigent que le circuit ne dépasse pas 1 300 m de longueur. Le circuit est marqué par des bouées de couleur différente : jaune (virage à droite) et rouge (virage à gauche). Les coureurs sont tenus de compléter un nombre défini de tours (varie en fonction de la division de course) à la fin de laquelle, le drapeau à damier est agité par le directeur de course.
Offshore
Les courses offshore ont lieu en mer. Ces courses sont tenues sur de longues distances et nécessitent infrastructure sérieuse pour le ravitaillement car cela est généralement fait sur terre. Le circuit est bordé par de grandes bouées ou par des repères naturels comme le littoral, les phares, les îles, les rochers, etc.
Endurance
Les courses d'endurance se déroulent sur de longs circuits fermés. Comme ces courses sont une épreuve de résistance à long terme d'un coureur et leur aquabike, elles ont tendance à durer plusieurs heures et sont plus proches d'un marathon que d’un sprint. Étant donné la longue durée de la course, des ravitaillements sont requis pour s'assurer que tout se passe bien. Les Runabout sont utilisés dans les courses d'endurance.
Jet Raid
Ces courses sont réparties sur plusieurs étapes. Les coureurs doivent parcourir de longues distances marquées par des points de contrôle. Ces courses sont souvent très longues car les pilotes couvrent une énorme étendue d'eau, doivent atteindre la côte de l'autre côté où leur aquabike doit ensuite être transporté par voie terrestre à la prochaine étape de course.
Freestyle
Cette catégorie est plus une compétition qu'une course. Les coureurs ont une durée de 3 minutes pour réaliser un enchaînement de figures acrobatiques.
Les figures sont évaluées par une équipe de cinq juges experts. Les critères d'évaluation sont : qualité, quantité et variété. Les mouvements les plus courants sont Backflip, Barrel Roll, 360, Superman et Submarine. 

## Sécurité
La sécurité est d'une importance primordiale lors de toutes les courses et essais. Chaque membre de l'équipe de sauvetage présente à toutes les courses est tenu d'avoir un certificat prouvant leur capacité à sauver et transporter des embarcations personnelles et des pilotes blessés. Le soutien des pompiers et des patrouilleurs est essentiel car ils assurent l'action immédiate en cas d'accidents plus graves. Sur le terrain, il y a une équipe médicale spécialisée en traumatologie qui peut accompagner les pilotes à l'hôpital le plus proche du site de course. Dans les courses offshore, il existe également un service de sauvetage par hélicoptère.

## Étapes en France
- 2016  Grand Prix of France - Guadeloupe Offshore Karujet
- 2015  Grand Prix of France - Guadeloupe Offshore Karujet
- 2014  Grand Prix of France - Guadeloupe Offshore Karujet
- 2012  Grand Prix of France - Guadeloupe Offshore Karujet
- 2011  Grand Prix of France - Ghisonaccia Circuit

## Palmarès
| Saison | Champion               |
| ------ | ---------------------- |
| 2011   | Mattia Fracasso        |
| 2012   | François Medori        |
| 2013   | Youssef Al Abdulrazzaq |
| 2014   | Teddy Pons             |
| 2015   | Youssef Al Abdulrazzaq |
| 2016   | Youssef Al Abdulrazzaq |
| 2017   | Youssef Al Abdulrazzaq |
| 2018   | Jeremy Perez           |
| 2019   | Jeremy Perez           |
| 2020   | Youssef Al Abdulrazzaq |
| 2021   | Jeremy Perez           |
| 2022   | Marcus Jorgensen       |
| 2023   | François Medori        |

| Saison | Champion          |
| ------ | ----------------- |
| 2011   | Valerio Calderoni |
| 2012   | Nac Florjancic    |
| 2013   | Rok Florjancic    |
| 2014   | Rok Florjancic    |
| 2015   | Rok Florjancic    |
| 2016   | Rok Florjancic    |
| 2017   | Rok Florjancic    |
| 2018   | Rashid Al Mulla   |
| 2019   | Rashid Al Mulla   |
| 2020   | Rashid Al Mulla   |
| 2021   | Rashid Al Mulla   |
| 2022   | Rashid Al Mulla   |
| 2023   | Roberto Mariani   |

| Saison | Champion           |
| ------ | ------------------ |
| 2011   | Jérémy Poret       |
| 2012   | Jérémy Poret       |
| 2013   | Mickael Poret      |
| 2014   | Jérémy Poret       |
| 2015   | Kevin Reiterer     |
| 2016   | Jérémy Poret       |
| 2017   | Quinten Bossche    |
| 2018   | Kevin Reiterer     |
| 2019   | Kevin Reiterer     |
| 2020   | Stian Schjetlein   |
| 2021   | Kevin Reiterer     |
| 2022   | Valentin Dardillat |
| 2023   | Mickael Poret      |

| Saison | Champion              |
| ------ | --------------------- |
| 2011   | Julie Bulteau         |
| 2012   | Stefania Balzer       |
| 2013   | Pija Sumer            |
| 2014   | Jennifer Ménard       |
| 2015   | Jennifer Ménard       |
| 2016   | Emma-Nellie Ortendahl |
| 2017   | Emma-Nellie Ortendahl |
| 2018   | Krista Uzare          |
| 2019   | Emma-Nellie Ortendahl |
| 2020   | Jessica Chavanne      |
| 2021   | Joanna Borgstrom      |
| 2022   | Jasmiin Ypraus        |
| 2023   | Jessica Chavanne      |